# Yasmeen Mjalli
Yasmeen Mjalli (née en 1996) est une créatrice de mode, photographe et militante anti-harcèlement de rue, américaine et palestinienne. Elle est la fondatrice de la marque de mode Nöl Collective et de la campagne Not Your Habibti.

## Biographie
Yasmeen Mjalli est né en Californie en 1996, issu d'une famille d'immigrants palestiniens de Tubas et a grandi en Caroline du Nord. Elle a étudié une licence en histoire de l'art à l'Université de Caroline du Nord et une maîtrise en études libérales à l'Université Duke.
Après avoir déménagé en Palestine en 2017, Yasmeen Mjalli s'est installé à Ramallah en Cisjordanie occupée.
En février 2024, Yasmeen et le collectif Nöl ont travaillé pour aider à l'évacuation des tisserands de Gaza, soutenant deux de ses tisserands pour les évacuer vers Le Caire, en Égypte. Yasmeen a été nommée BBC 100 Woman en 2024.